# راي ليتل
راي ليتل (7 أكتوبر 1914 في أستراليا - 28 أبريل 1995) (بالإنجليزية: Ray Little)‏ هو لاعب كريكت أسترالي.

## وصلات خارجية
- راي ليتل على موقع إي آس بي آن كريك إنفو (الإنجليزية)